# Шрётер, Антон

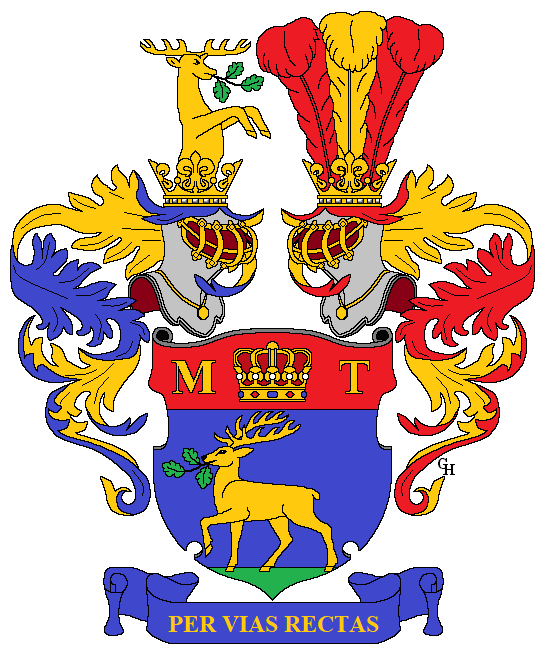
Герб Шрёттера

Антон Конрад Фридрих Дисмас Шрёттер фон Кристелли (нем. Anton Schrötter von Kristelli); 26 ноября 1802, Ольмютц (ныне Оломоуц Чехия) — 15 апреля 1875, Вена) — австрийский химик, минералог, педагог, профессор .

## Биография
Сын фармацевта. Высшее образование получил в венском университете, ученик Фридриха Мооса.
С 1830 года — преподаватель университета в Граце, с 1834 года — профессор, во время шестимесячного отпуска в 1838 году посетил химические институты в Гёттингене, Гейдельберге, Франкфурте и Париже . В 1843 году занял кафедру прикладной, а в 1845 году — общей химии в венском политехникуме. 
Вместе с А. Баумгартнером, В. Гайдингером и  А. Эттингсгаузеном был одним из основателей Императорской академии наук в Вене.
С 1850 года до своей смерти был генеральным секретарём Венской академии наук, за создание которой ему приписывают большую заслугу. В 1857 году был возведён во дворянство.
С 1868 года был директором монетного двора в Вене. Член Общества немецких естествоиспытателей и врачей.
Отец медика Леопольда Шрётера.
Похоронен на Центральном кладбище Вены.

## Научная деятельность

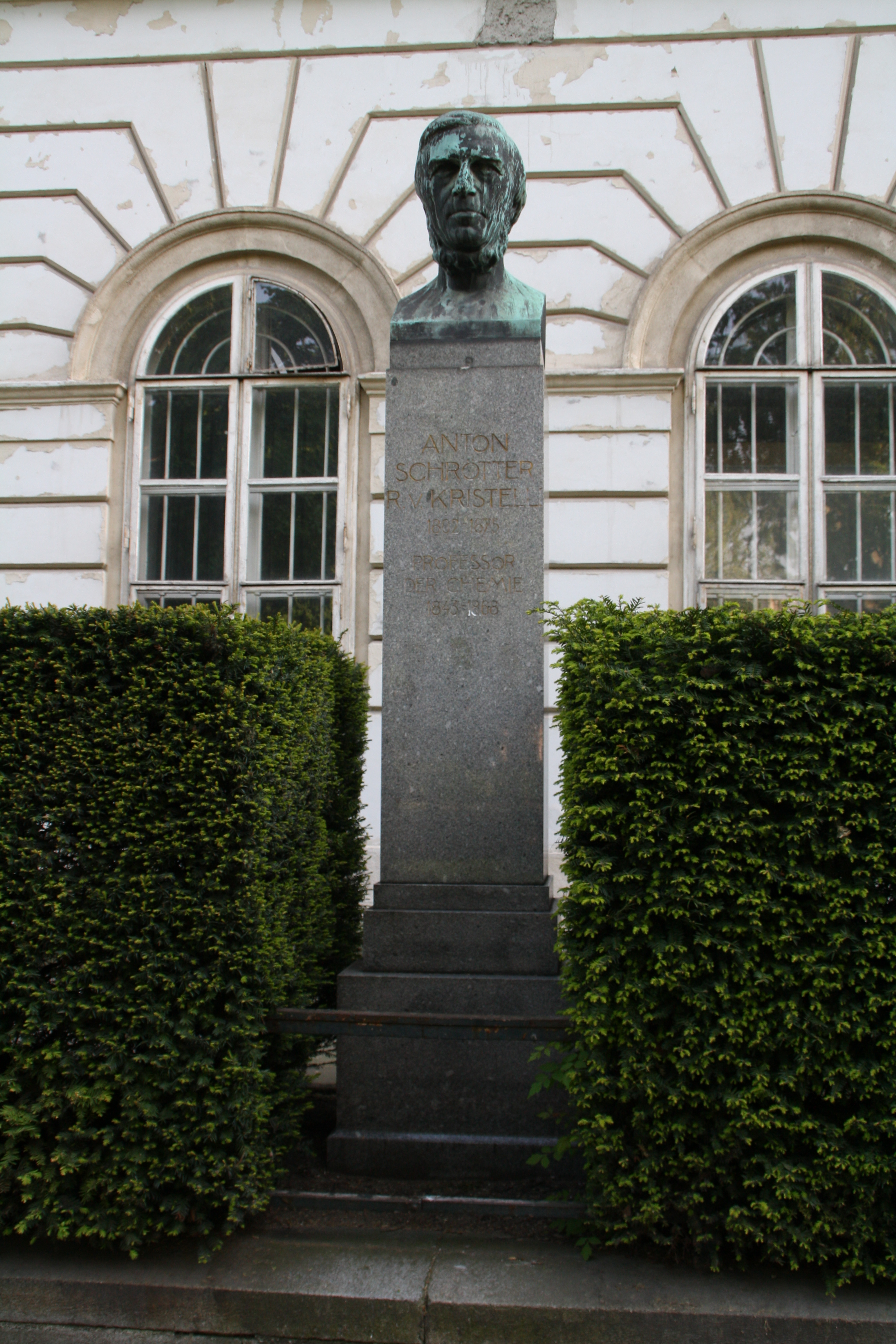
Бюст Шрётера в Вене

Считается первооткрывателем аморфного фосфора.
Автор около 60 научных публикаций. В области минералогии изучал, среди прочего, асфальт , янтарь, озокерит и др. Нашёл простой способ определения содержания углекислого газа в минеральной воде непосредственно в источнике.
Как химик работал над реакциями металлов с аммиаком при высоких температурах. Он также изучал реакционное поведение калия в жидкой закиси азота, фосфора и сурьмы в жидком хлоре и железа в кислороде при очень низких температурах.

## Награды
- орден Почётного легиона
- Научная премия имени Монтиона 1856 г.
- Рыцарский и Командорский крест Императорского австрийского ордена Франца Иосифа
- Орден Железной Короны (Австрия) III ст.
- Почётный доктор Университета Фридрихса в Галле.

## Избранная библиография
- Die Chemie nach ihrem gegenwärtigen Zustande (2 тома, 1847—1849)
- Beschreibung eines Verfahrens zur fabrikmäßigen Darstellung des Amorphous Phosphors (1848)
- Ueber einen neuen allotropischen Zustand des Phosphors (1849)
- Ueber das Vorkommen des Ozones im Mineralreich (1860)